# Крейг, Уильям (писатель)
Уильям Крейг (1929 – 22 сентября 1997)  — американский историк и автор художественной и научно-популярной литературы.

## Писательская карьера
Первая книга Крейга «Падение Японии» (1968) представляет собой документальный рассказ о последних неделях Второй мировой войны на Тихом океане.
Первый роман Крейга «Ташкентский кризис» (1971) — триллер эпохи холодной войны о шпионаже и международной политике. Его вторая книга посвящена Второй мировой войне: «Враг у ворот: Битва за Сталинград»; была опубликована в 1973 году. Легла в основу фильма «Враг у ворот» (2001). Последней книгой Крейга был шпионский триллер «Наследие Страсбурга» (1975).

## Личная жизнь
Женился на Элеоноре Рассел,  которая — под псевдонимом Элинор Крейг — была автором четырех бестселлеров, включая «P.S. Ты не слушаешь» (1972). У супругов было четверо детей.
Их второй сын, Уильям Крейг,  является автором книги «Янки, возвращайтесь домой: по дороге из Сан-Хуан-Хилл в Гуантанамо» (2012).